# Jesús Blasco
Jesús Blasco Monterde (Barcelona, 3 de noviembre de 1919 - 21 de octubre de 1995) fue un historietista español, creador de series como Cuto (1935) y, en colaboración con sus hermanos Adriano y Alejandro, Zarpa de Acero (1962). Es considerado uno de los grandes del tebeo clásico español, sobre todo en su vertiente realista, aunque su trabajo para el mercado británico también fue muy importante.

## Biografía

### Infancia y juventud (1919-1940)
Jesús Blasco Monterde nació en el distrito barcelonés de Sarriá-San Gervasio, causando ya con tres o cuatro años el asombro de su padre al dibujar la atalaya del Tibidabo con un trozo de yeso. Su padre, que le regalaría una pizarra para que practicase, no dudaría en estimular su afición. Ya en edad escolar, leía el TBO, Pocholo y sobre todo Mickey, donde descubrió a autores estadounidenses como Floyd Gottfredson y Alex Raymond. Se aficionó también al cine, entonces mudo, que consideraba más emparentado que el sonoro con el cómic.
El 27 de abril de 1935, cuando sólo contaba quince años, ganó el primer premio de dibujo en un concurso patrocinado precisamente por la revista Mickey, lo que supuso la publicación del mismo. Ese año comenzó también a colaborar profesionalmente con dos de las principales revistas de historieta de la época, la ya citada Pocholo y Boliche, junto con artistas como Ricard Opisso. En las páginas de esta última apareció por primera vez su personaje Cuto formando parte de la pandilla de la serie "Cuto, Gurripato y Camarilla", que se dedicaba a hacer "travesuras al policía del barrio", y al que dio ahora los rasgos de su hermano Alejandro. Sus hermanos Pili, Alejandro y Adriano también llegarían a ser historietistas.
Fue llamado a filas al comenzar la guerra civil española, y combatió en el ejército republicano como parte de la denominada Quinta del biberón. Al terminar el enfrentamiento, fue recluido en un campo de concentración en Francia. Allí dibujaba para los guardianes a cambio de comida y se angustiaba por los rumores sobre la entrada de las tropas marroquíes en Barcelona, temiendo que hubiesen asesinado a su familia (a la que siempre ha estado muy unido, aunque no se casó jamás). Sería precisamente su padre quien en 1940 lo sacaría del campo y lo devolvería a su ciudad natal, donde habría de vivir casi todo el resto de su vida.

### Trabajos para Consuelo Gil
De nuevo en el hogar familiar, sito en el número 9 de una travesía de la calle Verdi, consiguió trabajo como director artístico de la editorial Plaza, y como portadista para las editoriales Molino y Clíper. La editora Consuelo Gil lo llamó para colaborar en su semanario, Chicos, en el que Blasco publicaría sus obras más importantes. Recuperó a Cuto, convirtiéndole en el niño aventurero más emblemático de la historieta española (comparado por algunos comentaristas con Tintín, con el que también comparte el gusto por los pantalones bombachos). Del personaje dibujó varias aventuras en las páginas de Chicos, pero destacan sobre todo Tragedia en Oriente (1945) y En los dominios de los sioux (1946).
Para la revista Mis Chicas, también editada por Consuelo Gil, creó a otro personaje entrañable, Anita Diminuta (1941), y publicó la historieta Los tres inseparables (1943).
Realizó varias historietas bélicas, ambientadas en la Segunda Guerra Mundial, como La Escuadrilla de la Muerte (1941) o Episodios de Guerra (1948), esta última ya en colaboración con sus hermanos Adriano y Alejandro. Algunas de sus creaciones en esta época, tanto en el campo de la historieta realista como en el de la humorística, fueron: Chispita (1946), Kul-Hebra (1949), Tontone y Cia, Jim el Terrible, Smiley O'Hara (1950), Lex Tarron y Joe Bazooka. Finalmente, también inventó páginas enteras para la edición española de Flash Gordon, que no respetaba la original.

### El trabajo en común para el mercado exterior
En 1957 los tres hermanos montan un estudio en una casa de tres plantas de una zona residencial junto al puente de Vallcarca. Desde ella, producen para la agencia británica Fleetway Publications Ltd. y revistas como Bimbo e Bimba, Ici Paris, Playhour, Ranger, Sun, y Valiant que les ofrecían mejores perspectivas que la raquítica industria del tebeo español, creando series como Rob Riley, numerosas historietas del Oeste, como Billy the Kid, Wyatt Earp, Buffalo Bill, Shot Basky y Blackbow, series de aventuras como Moctezuma's Daughter, Edward and the Jumblies,The Indestructible Man, The Slave of the Screamer, Phantom of the Forest y Miss Tarántula, o el relato infantil "Edward and the Jumblies" para la revista Teddy Bear, que duraría 10 años. Como explica Salvador Vázquez de Parga,

nunca podrá averiguarse la participación que áquellos han tenido en la obra extranjera firmada por Jesús Blasco, pero sin duda, su función ha ido más allá de la de simples ayudantes de su hermano en cuyas manos dejaron la dirección y coordinación del equipo; su curriculum anterior así lo deja adivinar.

En 1961, el editor Trewor Newton fue a buscar a Jesús al Ritz para proponerle que se encargará de la futura serie de superhéroes Steel Claw (Zarpa de Acero), que se convertiría en todo un éxito. 
También fue el artista asesor de Cómo dibujar historietas (Parramón Ediciones, S. A., 1966).
Desde 1968 los tres hermanos realizaron trabajos en el ámbito francófono, como el western Los guerrilleros, con guiones de Miguel Cussó, o una adaptación al cómic de la Biblia, Une Bible en Bande Dessinée, para editorial Dargaud, un trabajo de encargo que le permitió pagar sus facturas. Para el mercado italiano realizaron también una adaptación de El libro de las maravillas de Marco Polo, que en España publicó Bruguera en su colección Joyas Literarias.
En el 69, estuvo en Argentina.

### Reconocimiento y muerte
En 1982 fue galardonado con el "Yellow Kid" del Salón del Cómic de Lucca (Italia), uno de los premios más importantes que puede recibir un historietista, y con la condecoración honorífica francesa de la Orden de las Artes y las Letras. No participó en el boom del cómic adulto en España, aunque le hubiera gustado, ya que las revistas españolas no pagaban lo suficiente para mantener al equipo de trabajo que constituía con sus hermanos. Sí que firmó, en cambio, los manifiestos "Ante un conato de degradación del significado cultural del cómic" (1983) y "Manifiesto contra la exposición Tintín y Hergé" (1984).
Inició, con guiones de Víctor Mora, una nueva etapa de El Capitán Trueno, que tuvo corta vida a causa del cierre de Bruguera en 1986. En el mismo año empezó a colaborar con la editorial italiana Bonelli, para la cual ha realizado hasta 1994 seis historias de Tex, el personaje más popular de los fumetti, y una de Zona X. En 1987 emprendió otra colaboración con Mora, la serie Tallafero.
Ejerció como profesor en la Escola Joso desde finales de los años 80 hasta su fallecimiento.
Falleció en 1995, el mismo día que otro gran historietista español, Manuel Vázquez Gallego.

## Estilo e influencias
Blasco comenzó desarrollando un estilo caricaturesco (cartoon), sintiéndose fascinado por autores como Floyd Gottfredson y Elzie Crisler Segar, aunque como él mismo comenta, "los editores fueron pidiéndome otras cosas". de tal forma que a la postre su mayor influencia gráfica ha sido el también estadounidense Milton Caniff, aunque su primitivo amor por la caricatura aún puede observarse en detalles del diseño del protagonista de Cuto como su ausencia de párpados.

## Pensamiento
Jesús Blasco consideraba que todo historietista ha de cultivar el espíritu de observación, y el ansia de experimentar, además de estudiar infatigablemente su oficio. Era más partidario, por ejemplo, de los apuntes al natural que de la fotografía como recurso de documentación. Para este autor, el único "truco" para dominar el oficio, consiste en

haber dibujado mucho para poder ilustrar y dibujar con seguridad, sin la preocupación del trazo, del grueso de la línea, de esta o aquella reserva, pudiendo dedicarse, en fin, a perfeccionar la construcción y expresión de cada figura o cuerpo.

Cree que las cosas hay que hacerlas sudando, de tal modo que si un artista "refleja lo que ve con toda la fuerza de su alma, con la pasión puesta en lo que hace, puede considerarse un hombre camino a edificar su libertad."
Se sentía, además, un ciudadano del mundo, reconociendo que "los ingleses me han tratado siempre como un inglés...", es decir, muy bien, igual que los argentinos.

## Legado
La obra de Blasco es única en el contexto de la historieta española de posguerra. Su etapa en Chicos marca una de las cumbres de la historieta española del siglo pasado. Su dominio del dibujo y de la narrativa hacen que pueda comparársele sin complejos a sus admirados grandes maestros de la historieta norteamericana, como Alex Raymond o Harold Foster. Lamentablemente, debido a las mezquindades de la industria española del tebeo, en muchas ocasiones tuvo que acceder a trabajos de encargo que, aunque magníficamente realizados, no le permitían desarrollar al máximo sus extraordinarias dotes artísticas. Todavía hoy su obra resulta casi inencontrable, a excepción de algunas ediciones facsímiles de los álbumes de Cuto, realizadas por editoriales para coleccionistas.

## Premios
- A la mejor labor profesional, en los Premios Club Amigos de la Historieta 1977.[13]

## Otras actividades
Jesús Blasco es autor también de unos doscientos cuadros y algunas esculturas, la mayoría sobre mujeres, aunque nunca los expuso a la luz pública, porque, según sus propias palabras, no le interesaba "entrar en la rueda comercial que regula ese tipo de arte", reservándose la libertad de "pintar lo que quiero, para mí".